# 鲁杰罗·马雷加蒂
鲁杰罗·马雷加蒂（義大利語：Ruggero Maregatti，1905年7月14日—1963年10月20日），意大利男子田径运动员，主攻短跑。他曾代表意大利参加1932年夏季奥林匹克运动会田径比赛，获得男子4×100米接力铜牌。